# Eulaema chocoana
Eulaema chocoana är en biart som beskrevs av Ospina-torres och Sandino-franco 1997. Eulaema chocoana ingår i släktet Eulaema, tribus orkidébin, och familjen långtungebin. Inga underarter finns listade.